# 武陵山大桥
武陵山大桥是一座位于中国重庆市彭水苗族土家族自治县的263米高的斜拉桥。这座桥承载了 包茂高速并以360米的跨距跨越了乌江的一条支流的峡谷。截止2013年，此桥的桥面高度仍然位列世界前二十以内。